# 56. Infanterie-Division (Wehrmacht)
Die 56. Infanterie-Division war ein Großverband des Heeres der deutschen Wehrmacht im Zweiten Weltkrieg.

## Divisionsgeschichte
| 26. August 1939         | 10. September 1944     |
| ----------------------- | ---------------------- |
| Infanterie-Regiment 171 | Grenadier-Regiment 171 |
| Infanterie-Regiment 192 | Grenadier-Regiment 192 |
| Infanterie-Regiment 234 | Grenadier-Regiment 234 |
| –                       | Füsilier-Bataillon 156 |
| Artillerie-Regiment 156 |                        |
| Divisionseinheiten 156  |                        |

### Aufstellung
Die 56. Infanterie-Division (ID) wurde am 26. August 1939 als Division der 2. Aufstellungswelle im Wehrkreis IV (Dresden) aufgestellt.

### Polenfeldzug
Nach dem Überfall auf Polen erfolgte eine Verlegung nach Westen. Die Division wurde  in Geldern stationiert.

### Westfeldzug
Der Verband nahm 1940 am Westfeldzug zur Eroberung Belgiens teil.
Der Stab des Infanterie-Regiments 234 wurde zusammen mit dem jeweils ersten Bataillon der Infanterie-Regimenter 171, 192 und 234 am 25. Oktober 1940 an die 304. ID abgegeben.

### Unternehmen Barbarossa
Beim Angriff auf die Sowjetunion war die 56. Infanterie-Division Teil der Heeresgruppe Süd und dem XVII. Armeekorps unterstellt. Sie war in der Folge an der Schlacht um Kiew im August und September 1941 beteiligt. Danach wurde sie der Heeresgruppe Mitte unterstellt und erhielt Sicherungsaufgaben im rückwärtigen Gebiet der 2. Armee.

### Kriegsverbrechen bei Brjansk
Schon in dieser frühen Phase des Feldzuges im Osten war die Einheit in Kriegsverbrechen verstrickt, so löschten Teile der Division als Sühnemaßnahme im November 1941 ein Dorf nahe Brjansk aus (128 Personen) und verübten anschließend die als „Kindermord von Chozum“ bekannte gewordene Erschießung von 60 Kindern, die man „sich nicht selbst überlassen“ wollte. Mit seinem Verhalten stehe das verantwortliche Artillerie-Regiment 156 „am Anfang eines Prozesses der partiellen Verhaltensangleichung des Heeres an Waffen-SS und Einsatzgruppen“, urteilt das Bundesarchiv.

### Auffrischung 1943
Im Juli 1943 wurde die 56. Infanterie-Division aufgrund hoher Verluste zurückgezogen und bei Jelnja aufgefrischt.

### Auflösung 1943
Bereits im Oktober 1943 musste die Division nach erneut schweren Verlusten aufgelöst werden.

### Korps-Abteilung D
Der Divisionsstab bildete mit Überlebenden der 56. ID die Korps-Abteilung D.

## Wiederaufstellung 1944
Am 10. September 1944 kam es zur erneuten Aufstellung der 56. ID kam.

### Vernichtung
Im März 1945 wurde der Großteil der Division im Kessel von Heiligenbeil in Ostpreußen vernichtet, am 4. April 1945 galt die Division als aufgelöst.

### Verwendung der Divisionsreste
Die restlichen Truppenteile einschließlich des ehemaligen Kommandeurs Edmund Blaurock wurden zur Aufstellung der Infanterie-Division Ulrich von Hutten herangezogen.

## Personen

### Kommandeure
| Von                | Bis               | Grad                   | Kommandant           |
| ------------------ | ----------------- | ---------------------- | -------------------- |
| 1. September 1939  | 1. August 1940    | General der Infanterie | Karl Kriebel         |
| 1. August 1940     | 14. November 1940 | Generalleutnant        | Paul von Hase        |
| 15. November 1940  | 28. Januar 1943   | General der Infanterie | Karl von Oven        |
| 28. Januar 1943    | 1. September 1943 | Generalleutnant        | Otto-Joachim Lüdecke |
| 1. September 1943  | Oktober 1943      | Generalleutnant        | Vincenz Müller       |
| Reformation        |                   |                        |                      |
| 10. September 1944 | 24. März 1945     | Generalleutnant        | Edmund Blaurock      |

### Sonstige Offiziere
- Oberstarzt Erwin Angermayer, Divisionsarzt